# Lista de gêneros da família Arecaceae
Esta é uma lista de todos os gêneros da família botânica Arecaceae. A seguinte classificação foi atualizada J. Dransfield et al em 2008, na segunda edição de Genera palmarum.

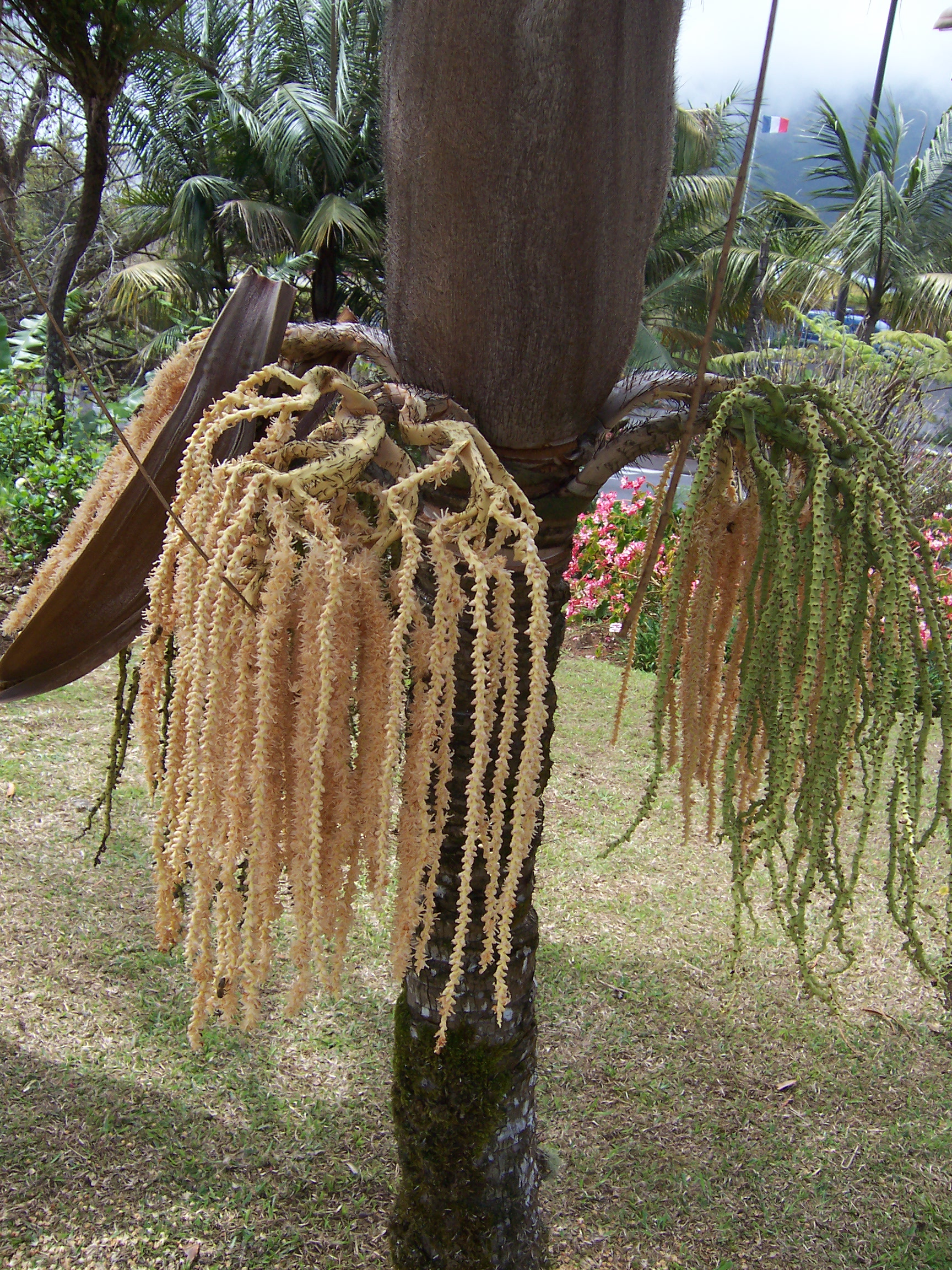
Acanthophoenix.

## Subfamília Arecoideae

### Tribo Areceae

###### Subtribo Archontophoenicinae
- Actinorhytis
- Archontophoenix
- Actinokentia
- Chambeyronia
- Kentiopsis

###### Subtribo Arecinae
- Areca
- Nenga
- Pinanga

###### Subtribo Basseliniinae
- Basselinia
- Burretiokentia
- Cyphophoenix
- Cyphosperma
- Lepidorrhachis
- Physokentia

###### Subtribo Carpoxylinae
- Carpoxylon
- Neoveitchia
- Satakentia

###### Subtribo Clinospermatinae
- Clinosperma
- Cyphokentia

###### Subtribo Dypsidinae
- Dypsis

- Lemurophoenix

- Marojejya
- Masoala

###### Subtribo Linospadicinae
- Calyptrocalyx
- Linospadix
- Howea
- Laccospadix

###### Subtribo Oncospermatinae
- Acanthophoenix
- Deckenia
- Oncosperma
- Tectiphiala

###### Subtribo Ptychospermatinae
- Adonidia
- Balaka
- Brassiophoenix
- Carpentaria
- Drymophloeus
- Normanbya
- Ponapea
- Ptychococcus
- Ptychosperma
- Solfia
- Veitchia
- Wodyetia

###### Subtribo Rhopalostidinae
- Hedyscepe
- Rhopalostylis

###### Subtribo Verschaffeltiinae
- Nephrosperma
- Phoenicophorium
- Roscheria
- Verschaffeltia

###### Sem atribuição de subtribo
- Bentinckia
- Clinostigma
- Cyrtostachys
- Dictyosperma
- Dransfieldia
- Heterospathe
- Hydriastele
- Iguanura
- Loxococcus
- Rhopaloblaste

### Tribo Chamaedoreeae
- Chamaedorea
- Gaussia
- Hyophorbe
- Synechanthus
- Wendlandiella

### Tribo Cocoseae

###### Subtribo Attaleinae
- Allagoptera
- Attalea
- Beccariophoenix
- Butia
- Cocos
- Jubaea
- Jubaeopsis
- Parajubaea
- Syagrus
- Voanioala

###### Subtribo Bactridinae
- Acrocomia
- Aiphanes
- Astrocaryum
- Bactris
- Desmoncus

###### Subtribo Elaeidinae
- Barcella

- Elaeis

### Tribo Euterpeae
- Euterpe
- Hyospathe
- Neonicholsonia
- Oenocarpus
- Prestoea

### Tribo Geonomeae
- Asterogyne
- Calyptrogyne
- Calyptronoma
- Geonoma
- Pholidostachys
- Welfia

### Tribo Iriarteeae
- Dictyocaryum
- Iriartea
- Iriartella
- Socratea
- Wettinia

### Tribo Leopoldiniae
- Leopoldinia

### Tribo Manicarieae
- Manicaria

### Tribo Oranieae
- Orania

### Tribo Pelagodoxeae
- Pelagodoxa
- Sommieria

### Tribo Podococceae
- Podococcus

### Tribo Reinhardtieae
- Reinhardtia

### Tribo Roystoneeae
- Roystonea

### Tribo Sclerospermea
- Sclerosperma

## Subfamília Calamoideae

### Tribo Calameae

###### Subtribo Calaminae
- Calamus
- Ceratolobus
- Daemonorops
- Pogonotium
- Retispatha

###### Subtribo Korthalsiinae
- Korthalsia

###### Subtribo Metroxylinae
- Metroxylon

###### Subtribo Pigafettinae
- Pigafetta

###### Subtribo Plectocomiinae
- Myrialepis
- Plectocomia
- Plectocomiopsis

###### Subtribo Saccalinae
- Salacca
- Eleiodoxa

### Tribo Eugeissoneae
- Eugeissona

### Tribo Lepidocaryeae

###### Subtribo Ancistrophyllinae
- Eremospatha
- Laccosperma
- Oncocalamus

###### Subtribo Mauritiinae
- Lepidocaryum
- Mauritia
- Mauritiella

###### Subtribo Raphiinae
- Raphia

## Subfamília Ceroxyloideae

### Tribo Ceroxyleae
- Ceroxylon
- Juania
- Oraniopsis
- Ravenea

### Tribo Cyclospahteae
- Pseudophoenix

### Tribo Pytelepheae
- Ammandra
- Aphandra
- Phytelephas

## Subfamília Coryphoideae

### Tribo Borasseae

###### Subtribo Hyphaeninae
- Bismarckia
- Hyphaene
- Medemia
- Satranala

###### Subtribo Lataniinae
- Borassodendron
- Borassus
- Latania
- Lodoicea

### Tribo Caryoteae
- Arenga
- Caryota
- Wallichia

### Tribo Chuniophoeniceae
- Chuniophoenix
- Kerriodoxa
- Nannorrhops
- Tahina

### Tribo Corypheae
- Corypha

### Tribo Cryosophileae
- Coccothrinax
- Chelyocarpus
- Cryosophila
- Hemithrinax
- Itaya
- Leucothrinax
- Schippia
- Thrinax
- Trithrinax
- Zombia

### Tribo Phoenicieae
- Phoenix

### Tribo Sabaleae
- Sabal

### Tribo Trachycarpeae

###### Subtribo Livistoninae
- Johannesteijsmannia

- Licuala
- Livistona
- Pholidocarpus
- Pritchardiopsis

###### Subtribo Rhapidinae
- Chamaerops
- Guihaia
- Maxburretia
- Rhapidophyllum
- Rhapis
- Trachycarpus

###### Sem atribuição de subtribo
- Acoelorrhaphe
- Brahea
- Colpothrinax
- Copernicia
- Pritchardia
- Serenoa
- Washingtonia

## Subfamília Nypoideae
- Nypa